# Jean-Louis Trintignant
Jean-Louis Trintignant [zsan-luí trentinyán] (Piolenc, 1930. december 11. – Collias, 2022. június 17.) César- és Európai Filmdíjas francia színész.

## Fiatalkora és családja

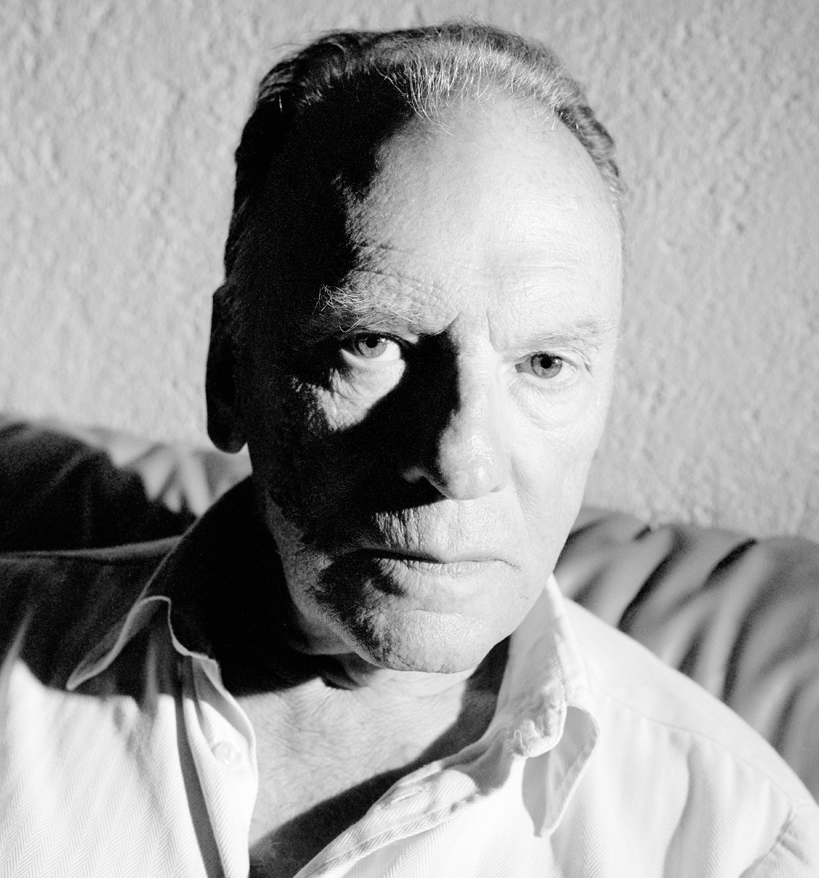

Trintignant alig 20 évesen költözött Párizsba, hogy ott drámai színészetet tanuljon. 1951-ben debütált a színészi pályán, és a háború utáni korszak egyik legtehetségesebb francia színészének tartották. Pályája elején főként színházban dolgozott, míg az 1950-es évek közepén meg nem kapta első filmszerepét Brigitte Bardot oldalán. Ez igazi világsztárrá tette. 
Trintignant gazdag családból származott: nagybátyja az a Louis Trintignant volt, aki halálos balesetet szenvedett 1933-ban a Picardie Nagydíjon. Másik nagybátyja Maurice Trintignant Formula–1-es versenyző, aki kétszer nyerte meg a monacói nagydíjat és egyszer a Le Mans-i 24 órás autóversenyt is. Maga Jean-Louis is imádta az autóversenyzést, több versenyen indult. Így nem volt meglepő, hogy Claude Lelouch rendező őt kérte fel 1966-os filmjének, az Egy férfi és egy nőnek egyik főszerepére. Ezzel a filmmel nemzetközi hírnevet szerzett magának. Trintignant katonai szolgálata miatt öt évre megszakította filmes karrierjét. Miután szolgált Algírban, leszerelt és visszatért Párizsba, ahol folytatta sikeres színészi pályafutását.

## Pályafutása
Trintignant főszerepeket játszott olyan klasszikusokban, mint az Út a túlsó partra, az Egy férfi és egy nő vagy minden idők egyik legsikeresebb francia filmje, a Bernardo Bertolucci által rendezett A megalkuvó. Ezek után alaposan kiélvezhette a siker ízét, hiszen 1969-ben a Cannes-i Filmfesztiválon elnyerte a legjobb férfi alakításnak járó Arany Pálma díjat. Ezek után főként Olaszországban dolgozott, többek között Valerio Zurinival a Tatárpuszta című háborús drámában, melyben Vittorio Gassman és Giuliano Gemma voltak a partnerei.
Trintignant olaszországi szereplésének azonban sokat vitatott része Sergio Corbucci A halál csöndje című vadnyugati filmje. Trintignant szerepeltetése ebben a filmben tulajdonképpen a producer, Giovanni A. Giurgola kellően át nem gondolt ötlete volt, de Corbucci tudta, hogy a színész stílusa nem illeszkedik egy ilyen sötét erőszakfilmhez, amely ráadásul spagettiwestern is. Bár Trintignant szerepelt olasz krimikben, többek között giallókban is, de az akkor nagyon divatos makaróniwestern műfajával annyira ponyvaként bánt sok rendező, hogy 1968-ban is több tucat közepes, vagy annál is kisebb rangú film készült. Corbucci ezért igyekezett Trintignant köré építeni a filmet, hogy ama érzékenységet, amit a színész más filmekben is mutatott, itt is megkapja a néző. Ez a törékenység rendkívüli módon mutatkozik meg a film befejező epizódjában, ahol a néma főhős (azaz Trintignant) meghal, a küzdelmet pedig a gonosz főszereplő (Klaus Kinski) nyeri meg. Ennek tetejébe aki a jó oldalon állt a filmben, az is mind meghal.
A halál csöndje sokat vitatott, de minden bizonnyal a filmtörténet leghíresebb alkotásai közé került. Bár maga Trintignant meg sem szólal benne, de ritmusa, mozdulatai és arckifejezése rendkívül lenyűgöző, és pótolja a beszédet. Azonkívül nem nyerhet, mert sokkal gyengébb a gonosz szereplőhöz képest.
Bertoluccival A megalkuvó című drámában és a Dino Risi által rendezett kultuszfilmben, az Előzésben is óriási sikert aratott. Az 1970-es években több filmben is szerepelt, 1983-ban pedig elkészítette első angol nyelvű filmjét, a Tűzvonalbant, Nick Nolte és Gene Hackman oldalán. Ezt követően főszerepet játszott François Truffaut Végre Vasárnap! című krimijében. 1984-ben Szabó László francia–magyar koprodukcióban filmre vitte Gion Nándor Sortűz egy fekete bivalyért című regényét Jean-Louis Trintignant, Kállai Ferenc és Jean Rochefort főszereplésével.1994-ben szerepet kapott Krzysztof Kieślowski utolsó rendezésében, a Három szín: piros című drámában. Alakításáért megkapta a César-díjat, maga a film pedig több Oscar-díj jelölést kapott. A következő években főként színpadon lehetett látni. 1995-ben hangját kölcsönözte az Elveszett gyerekek városa című francia fantasy filmben Ervinnek. Ezt követően egy-két filmben szerepelt. 2003-ban még együtt játszott leányával, Marie-val a Janis és John című vígjátékban. Néhány hónappal a forgatást követően leányát élettársa, Bertrand Cantat, a Noir Désir nevű francia rockegyüttes énekese úgy megütötte, hogy a színésznő kómába esett, és visszafordíthatatlan állapota miatt a család úgy döntött, leállítja az életét fenntartó kezelést. A színész ezután főleg Marie-tól született négy unokájának (Roman, Paul, Léon, Jules) szentelte idejét.

## Magánélete
Első felesége Stéphane Audran színésznő volt, a második Nadine Marquand színésznő–forgatókönyvíró. Második házasságából három gyermeke született: Vincent, Pauline (aki 1966-ban meghalt) és Marie, aki 17 éves korától 2003-ban bekövetkezett haláláig igen sikeres színésznő lett apja segítsége nélkül.

## Ismert magyar hangjai
Trintignant számos filmje levetítésre került Magyarországon és több neves magyar színész nyújtott számára szinkronhangot. Ezek voltak: Tordy Géza, Kovács István, Haás Vander Péter, Stohl András, Mihályi Győző, Lőte Attila, Mécs Károly, Kulka János, Epres Attila, Kálmán György, Kőszegi Ákos, Varga T. József, Dózsa László, Mácsai Pál, Andorai Péter, Kozák András, Gelley Kornél, Reviczky Gábor, Sinkó László, Dörner György, Fülöp Zsigmond, Rosta Sándor és Szakácsi Sándor.

## Filmszerepei
- 1956 – És Isten megteremté a nőt
- 1959 – Veszedelmes viszonyok
- 1962 – Párbaj a szigeten
- 1963 – Előzés
- 1965 – A tökéletes bűntény
- 1966 – Egy férfi és egy nő
- 1968 – A férfi, aki hazudik
- 1968 – Barátnők
- 1968 – A halál csöndje
- 1969 – Z, avagy egy politikai gyilkosság anatómiája
- 1969 – Éjszakám Maudnál
- 1970 – A megalkuvó
- 1970 – A csibész
- 1971 – Látszólag ok nélkül
- 1972 – A nyúl futása a mezőn
- 1972 – A merénylet
- 1972 – Meghalt egy ember / Egy ember halott
- 1973 – A vonat
- 1975 – Santiago felett esik az eső
- 1975 – Zsarutörténet
- 1975 – A vasárnapi nő
- 1976 – Tatárpuszta
- 1980 – A terasz
- 1980 – Malevil
- 1980 – A bankárnő
- 1980 – Szeretlek benneteket
- 1981 – Szerelmi szenvedély
- 1982 – Egyenesen a szívbe
- 1983 – Tűzvonalban
- 1983 – Végre vasárnap
- 1984 – Sortűz egy fekete bivalyért
- 1984 – Éljen az élet!
- 1985 – Elmenni, visszajönni
- 1986 – Egy férfi és egy nő - Húsz év múlva
- 1992 – Gyámság
- 1994 – Férfiak mélyrepülésben
- 1994 – Három szín: piros
- 1995 – Elveszett gyerekek városa
- 1996 – Csinálj magadból hőst
- 1998 – Aki szeret engem, vonatra száll
- 2003 – Janis és John
- 2004 – Halhatatlanok
- 2012 – Szerelem